# Sommer West
Sommer Violet West (* 24. April 1978 in Houston, Texas, USA) ist eine ehemalige kanadische Eishockey- und Softballspielerin, die zuletzt zwischen 2012 und 2017 bei den Toronto Furies in der Canadian Women’s Hockey League (CWHL) als Cheftrainerin unter Vertrag stand. Ihr Vater Steve war ebenfalls Eishockeyspieler. Der größte Erfolg ihrer Karriere war die Teilnahme am Softballturnier der Olympischen Sommerspiele 2000 in Sydney.

## Karriere
Sommer West wurde in Houston geboren, da ihr Vater Steve zu diesem Zeitpunkt für die Houston Aeros in der World Hockey Association spielte, und zog noch im Kleinkindalter mit ihrer Familie in die Gegend von Kirby in der Region Durham.

### Als Eishockeyspielerin
Als sie vier Jahre alt war, begann sie im benachbarten Orono mit dem Eiskunstlauf. Im Alter von fünf Jahren wechselte sie zum Eishockeysport und nahm am Orono Minor Hockey Program teil. Ihr Vater war in dieser Zeit einer ihrer Trainer. West besuchte in Kirby die Schule, ehe ihre Familie nach Bowmanville umzog. Bis zum Alter von zwölf Jahren spielte sie ausschließlich in Jungenmannschaften Eishockey, da es keine Mädchenmannschaften gab.
Aber im Alter von 13 Jahren wechselte sie ins Fraueneishockey, da sie nicht mehr im Jungenbereich spielen durfte. In der Altersklasse Bantam spielte sie in Newcastle, in der Altersklasse Midget in Kingston. Ab 1992 spielte sie für die Junior Aeros, der Nachwuchsorganisation der North York Aeros, und gewann mit diesen 1996 die kanadische U18-Nationalmeisterschaft. 1999 wurde sie in die kanadische U22-Frauen-Nationalmannschaft berufen und nahm mit dem Frauen-Nationalteam am 3 Nations Cup 1998 und 1999 teil. Zudem reiste sie 2001 mit dem Nationalteam nach Schweden, um mehrere Spiele gegen die schwedische Nationalmannschaft zu spielen, und nahm an der TSN Challenge gegen die USA teil. Insgesamt absolvierte sie zwölf Länderspiele für Kanada.
Im Alter von achtzehn Jahren begann West für die Beatrice Aeros in der National Women’s Hockey League zu spielen und gewann mit diesen 2000, 2004 und 2005 den NWHL Champions Cup. In den Play-offs 2005 war sie beste Torschützin und Topscorerin der NWHL, genauso wie in der regulären Saison der Saison 2005/06. 2005 wurde sie für die gezeigten Leistungen als wertvollste Spielerin ausgezeichnet, 2006 als beste Offensivspielerin der NWHL.

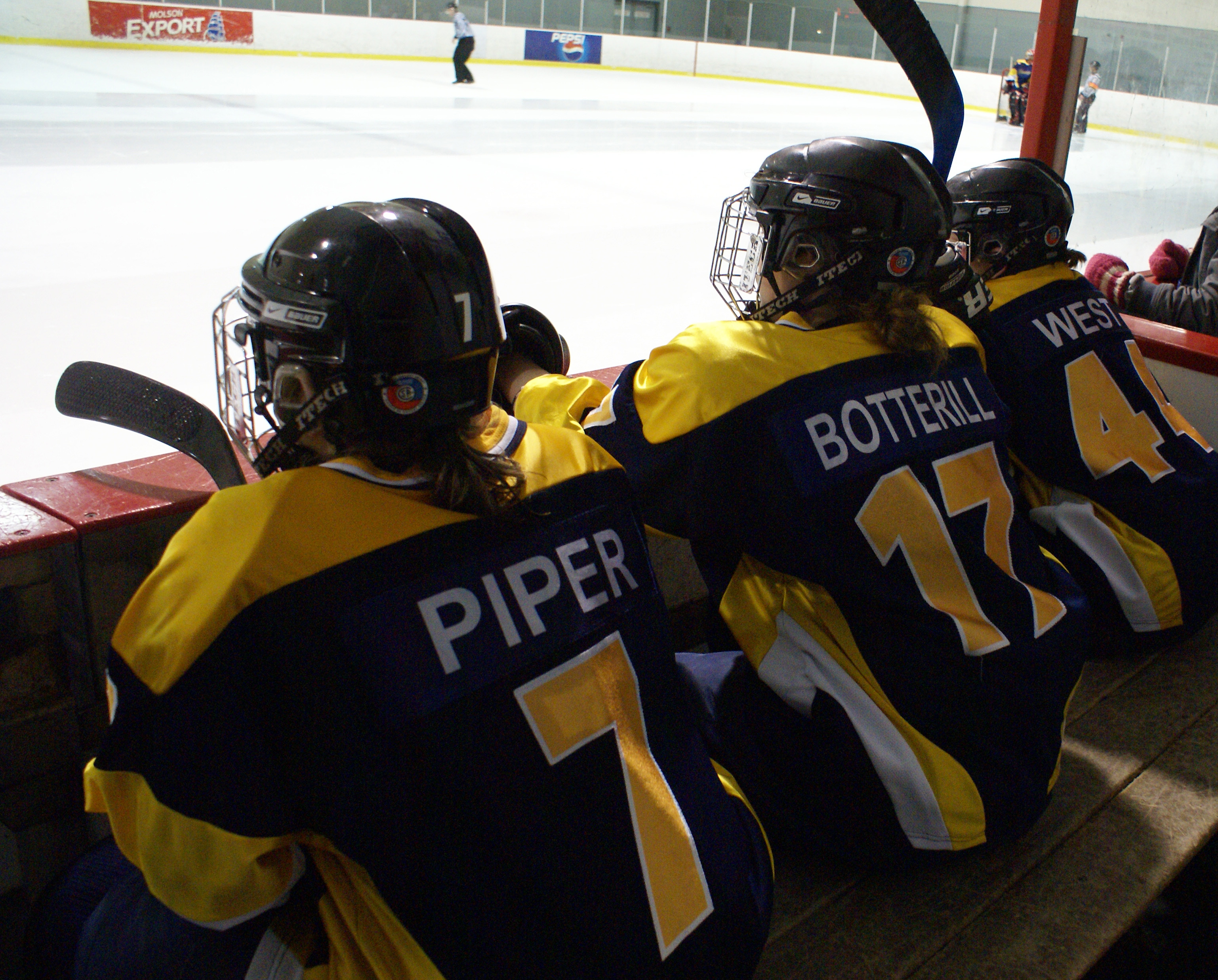
Cherie Piper, Jennifer Botterill und Sommer West (v.l.n.r) im Trikot der Mississauga Chiefs (März 2008)

Ab 2004 war West Mannschaftskapitänin der Aeros. Mit den Toronto Aeros (später Mississauga Chiefs) nahm sie als Vertretung der Provinz Ontario regelmäßig an den Esso Women’s Nationals, der kanadischen Amateurmeisterschaft der Frauen, teil und gewann diesen Wettbewerb 2000, 2004, 2005 und 2008.
2006 zog das Team der Aeros nach Mississauga um und wurde nach Auflösung der NWHL 2007 in die neu gegründete Canadian Women’s Hockey League (CWHL) aufgenommen. Dabei kam es zur Fusion der Aeros mit den Oakville Ice, wobei das Team als Mississauga Chiefs angemeldet wurde. Sommer West spielte bis Mitte der Saison 2010/11 für die Chiefs respektive Aeros, ehe sie zu den Burlington Barracudas wechselte. Diese wählten sie im CWHL Draft 2011 abermals aus, so dass sie ihre letzte Saison bei den Barracudas in der CWHL absolvierte.
Nach ihrem Karriereende wurde West 2012 Trainerin der neu gegründeten Toronto Furies und gewann mit diesen 2014 die Meisterschaft der CWHL, den Clarkson Cup. Sie selbst wurde für diesen Erfolg als Trainerin des Jahres ausgezeichnet. 2017 trat sie von ihrem Posten zurück, um mehr Zeit für ihre damals sieben Monate alte Tochter zu haben.

### Als Softballspielerin
West begann mit dem Baseballsport als Kind und spielte zunächst Lob Ball, ehe sie im Alter von 13 Jahren zum Fastball wechselte. Sie war dabei für die Oshawa Double D’s aktiv, ehe sie acht Jahre lang für die Port Perry Angels spielte.
Beim Softball spielte sie auf der Position des Shortstops und nahm sowohl 1997, als auch 1998 an den nationalen kanadischen Meisterschaften teil. Bei den Panamerikanischen Spiele 1999 gewann sie mit dem kanadischen Nationalteam die Silbermedaille. Beim zweiten Olympischen Softballturnier 2000 in Sydney gehörte sie zum kanadischen Nationalteam und spielte auf der Position First Baseman.

## Erfolge und Auszeichnungen
- 2000 NWHL-Champion mit den Beatrice Aeros
- 2000 Kanadischer Amateurmeister mit dem Team Ontario
- 2001 NWHL-Champion mit den Beatrice Aeros
- 2002 NWHL-Champion mit den Beatrice Aeros
- 2004 Kanadischer Amateurmeister mit dem Team Ontario
- 2005 NWHL-Champion mit den Beatrice Aeros
- 2005 Wertvollste Spielerin (MVP) der NWHL[5]
- 2005 Topscorer und beste Torschützin der  NWHL-Play-offs
- 2005 Kanadischer Amateurmeister mit dem Team Ontario
- 2006 Topscorer und beste Torschützin der NWHL
- 2008 Kanadischer Amateurmeister mit den Mississauga Chiefs
- 2008 Aufnahme in die Clarington Sports Hall of Fame
- 2014 Gewinn des Clarkson Cups mit den Toronto Furies (als Cheftrainer)
- 2014 Trainer des Jahres der CWHL

## Karrierestatistik
(Legende zur Spielerstatistik: Sp oder GP = absolvierte Spiele; T oder G = erzielte Tore; V oder A = erzielte Assists; Pkt oder Pts = erzielte Scorerpunkte; SM oder PIM = erhaltene Strafminuten; +/− = Plus/Minus-Bilanz; PP = erzielte Überzahltore; SH = erzielte Unterzahltore; GW = erzielte Siegtore; 1 Play-downs/Relegation; Kursiv: Statistik nicht vollständig)